# Museo de Aloe de Lanzarote
El Museo de Aloe de Lanzarote, situado en la localidad de Arrieta en el norte de la isla, es el único Centro de Interpretación del Aloe Vera existente en el archipiélago de Canarias. Posee 150 metros cuadrados de superficie, decorados con roca volcánica, en los que a través de paneles a lo largo de las paredes cuenta la historia, cultivo, y los diferentes tipos de aplicaciones y usos terapéuticos que se tienen hoy en día de esta planta: belleza, piel, sistema cardiovascular, respiratorio, dérmico, óseo, etc. así como el sistema de producción de la planta de aloe.
Este Centro de Interpretación fue declarado, el 25 de febrero de 2011, por la unaminidad de los miembros del Pleno del Cabildo de Lanzarote, como establecimiento de interés turístico y cultural, designándose su inclusión en el catálogo de lugares de interés turístico o cultural de valor excepcional. La entrada al museo de Aloe Vera es gratuita. 
El Patronato de Turismo de Lanzarote, en un informe emitido, el 3 de diciembre de 2010, señala que "la empresa Aloe Plus Lanzarote S.L. supone una aportación a la oferta turística de la isla, destacando su atractivo y singularidad, dinamizando como producto museístico y de ocio. Asimismo, esta empresa integra la diversificación turística que Lanzarote como destino ha de emprender". 
En él se podrá adquirir plantas de aloe así como productos tales como jabones, cosméticos, jugo de la planta, cremas dérmicas, etc.., todos procedentes de plantas de producción ecológicas.